# Spitz indio
El Spitz indio es una raza de perro de tipo spitz, que pertenece al grupo FCI de los llamados perros de utilidad.
Muy similar al Spitz alemán en apariencia, es algo más bajo a la cruz y de menor peso.
Fue una de las razas caninas más populares de la India en los años 1980 y 1990, cuando las leyes de importación de perros indias hacían muy difícil importar otras razas. Hoy en día, a pesar de estar ensombrecido por razas como Pugs y Lhasa Apso, está muy valorado por ser uno de los perros más económicos y amables.
En muchos casos, al Spitz indio se le llama Pomerania, a pesar de que ambas razas son muy diferentes.

## Imágenes
|  |  |
|  |  |